# 2017年长沙警察打狗事件
2017年长沙警察打狗事件发生于2017年12月31日15时许，湖南省长沙市公安局天心分局金盆岭派出所民警在两名行人受到攻击的情况下，扑杀一只金毛犬。扑杀视频上传网络后，引起中国大陆舆论争议。
普通民众大抵分为支持警方扑杀和反对扑杀两类。爱狗人士则以各种形式对长沙警方的行为进行了抗议。1月6日，长沙市公安局天心分局对一名公开警员陈某个人信息，另一名侮辱陈某的爱狗人士处以行政拘留五日的处罚。

## 背景
与其它国家、地区类似，流浪动物是困扰中国城市居民的常见问题。如何处理流浪猫、流浪狗为主体的流浪动物，各方观点不一。因为一些极端行为（例如在公路上拦截攻击运狗车），部分中国动物权利保护者、组织时常被网友攻击。部分爱狗人士亦被贬称为狗奴。

## 31日事件经过
事发为长沙市天心区芙蓉南路“现代空间”。市民朱某、冷某受金毛犬攻击。其中，朱某衣服被咬破但未受伤。冷某受伤后于15时许报警，金盆岭派出所民警出警处理。民警在现场未找到狗主人，因未配备麻醉枪，同时考虑手枪易跳弹伤人，故采用木棍扑杀。
当天，9秒钟的扑杀视频即通过网络快速传播，引起热议。

## 爱狗人士反应

### 事发地的追思会
1月5日的报道显示在事发地为死亡金毛犬举行追思会的照片，与其他相关评论类似，均未提及追思会组织者和具体时间。

### 人肉搜索、送花圈
事件当日20时许，新浪微博用户周某新以“丑帅的Gary”帐号公布警方现场处理人员陈某的家庭住址。同时报道描述，爱狗人士对警方人员有人肉搜索、送花圈等行为。另有报道称，出警派出所电话被爱狗人士“打爆”，影响警方日常工作。金盆岭派出所辅警胡汉林声称自己并非31日出警人员，受到人肉搜索后，个人信息、电话号码被公开。其中，电话收到近万条诅咒短信，并被拨号软件呼死。

### 上访（围堵）湖南省驻京办、人民日报社
1月5日10时许，爱狗人士上访（围堵）湖南省驻京办，为死亡金毛犬讨要说法。有报道称，其次围堵行为由总部在英国NGO组织——“与牠同行TAC”组织。此前，金盆岭派出所辅警胡汉林亦指责“与牠同行TAC救助基地”在Facebook的转发。当日晚间，有「動物保護組織」稱报道此事的《环球时报》社“谣言惑众”，使正常上访的志愿者被网友攻击。随后，作為《环球时报》的主管機構，人民日報社被围堵，理由為該報的新媒體「用詞不當」。而《人民日報》是中共黨報，因此民間視該事件為「騎劫政府和國家機關」，甚至有人將其與法輪功衝擊中南海相提並論。在被围堵后，《环球时报》的相關報導及記者的部分微博均遭刪除。

## 备注
1. ↑  中国习俗中，花圈通常指殡葬花圈。